# オヤニラミ
オヤニラミ （Coreoperca kawamebari）はオヤニラミ属に分類される魚類。

## 分布
日本（桂川水系・由良川水系以西の本州、四国北東部、九州北部）、朝鮮半島南部
長崎県での分布は文献上でしか確認されていない。愛知県、岐阜県、京都府、滋賀県、東京都、奈良県などに移入・定着。

## 形態
最大全長15センチメートル。体型は側扁し、高い。鰓孔から尾鰭基部までの鱗の数（縦列鱗数）は33 - 38。側線は明瞭で、側線上にある穴の空いた鱗の数（側線有孔鱗数）は33 - 38。脊椎骨数は28 - 29。体色は緑がかった黄褐色で、背面はやや暗色。眼の前方へ1本、後方へ5 - 7本の赤い筋模様が、放射状に入る。鰓蓋の後端には黄色く縁取られた、青い眼状紋が入る。体側面には6 - 7本の横縞が入る。
虹彩は赤い。口は大型で、やや上方へ向かう。鰓にある櫛状の器官の数（鰓耙数）は0 - 1（上枝）+6 - 8（下枝）=6-8。鰓蓋後端に2つの棘状突起がある。尾鰭後端は丸みを帯びる。垂直鰭は暗赤色で、軟条部の外縁には数列の青い斑点が入る。
卵は直径2.2 - 2.4ミリメートルで、透明。孵化直後の仔魚は全長5.1 - 5.8ミリメートル。

## 生態
河川の中流・下流域やその支流、水路などに生息する。水質は比較的清涼で流れが緩やか、底質は砂礫や砂泥で水生植物が生えた環境を好む。闘争性が強く、仔魚を除いて群れを形成せず単独で生活する。
昆虫、甲殻類などを食べる。捕食者の可能性がある生物としてカムルチー・ナマズ・カワセミなどが考えられ、稚魚はドンコに食べられる可能性もあると考えられている。
繁殖様式は卵生。オスは産卵場所となる植物の茎を口でつついたり、腹面で掃除する。メスが来るとオスは口や鰓、鰭を広げてメスを迎える。メスが産卵場所に沿って泳ぎだすと、オスはそれを追いかけ吻端でメスの尾鰭に触れる。メスは尾を振わせながら卵を2列に並べて産み、オスが放精する。4 - 9月（主に5 - 6月）に、植物の茎に約80個・1巣では250 - 1,000個の卵を産む。胸鰭で卵に水を送る・近づいた小動物を攻撃し追い払うなどして、オスは卵を保護する。標準和名は、オスが卵を保護することに由来する。飼育下では生後1年で全長6 - 7センチメートルになり性成熟し、生後2年で全長8 - 9センチメートル、生後3年で全長10センチメートルに達した例がある。

## 人間との関係
方言名として、おじにらみ・みこどん・もうお（京都府）、よつめ（岡山県）、みずくりせえべえ・せえべえ（福岡県）、よるめひるめ・よんめひるめ（佐賀県）、かわめばる（長崎県）、みずくりせんぺい・せーべえ（熊本県）などがある。
本種のみを対象とした漁業はなく、基本的に食用にはされない。一方で釣りや投げ網・刺し網などにより混獲されることもあり、特に鰭棘が発達しているため刺し網で頻度が高い。
分布で挙げたように無計画な放流により、在来の分布域ではない地域にも移入・定着している。
日本では河川改修や堤堰の設置、圃場整備による生息地の破壊、都市化、排水や工事による水質汚濁、人為的に移入されたオオクチバスやブルーギルなどにより生息数は減少している。
絶滅危惧IB類 (EN)（環境省レッドリスト）
ペットとして飼育されることもある。1933 - 1935年には愛好家により飼育下繁殖が行われるようになり、日本国内で生息していない地域でも流通する。闘争性が強いため単独で飼育するか、複数飼育する場合には大型水槽で水草を繁茂させたり隠れ家を多く設置する。餌として昆虫、メダカの稚魚などを与える。慣れたら人工飼料なども食べるようになる。

## 名前
和名の由来には諸説あり、オスが卵を保護する様から「親が睨みを効かす」、縄張り意識が強いことから「たとえ親でも睨む」、眼状紋を子・本物の目を親に見立て「子が親を睨んでいる」などがある。
他にも様々な地方名があり、ミコウオ（兵庫県）、ミコノマイ、ネコノマイ（中国地方）、ヨツメ（広島県・九州北部）、ネラミ（山口県）、などがある。ミコウオやネコノマイは求愛行動、ミズクリセイベイは卵に水を送るオス、カワメバル（川眼張）はメバル（眼張）に似た外見にそれぞれ由来する。
属名Coreopercaが「朝鮮（Coreo）のパーチ（Perca）」を意味し、種名kawamebariは長崎の地方名「カワメバル」に由来する。